# بخش فرهنگ و هنر در دولت محمود احمدی‌نژاد
در لایحهٔ بودجهٔ سال ۱۳۸۷ که از سوی محمود احمدی‌نژاد، رئیس‌جمهور وقت ایران، به مجلس شورای اسلامی ارائه شد، بودجهٔ بخش کتاب و مطبوعات کاهش یافت، در حالی که بودجهٔ کل وزارت فرهنگ و ارشاد اسلامی و سایر زیرمجموعه‌های آن افزایش پیدا کرد.
در بودجهٔ پیشنهادی سال ۱۳۸۷، اعتبارات وزارت فرهنگ و ارشاد اسلامی ۱۵ درصد رشد داشت، اما بودجهٔ کتاب و مطبوعات با کاهش ۲۹ درصدی مواجه شد. بیشترین افزایش بودجه در این وزارتخانه مربوط به دانشگاه مذاهب اسلامی با رشد ۴۲ درصد بود. در بودجهٔ سال ۱۳۸۹ نیز حدود نیمی از بودجهٔ فرهنگی کشور در اختیار شخص احمدی‌نژاد قرار گرفت تا به صلاحدید خود هزینه کند.

## افزایش بودجه
محمود احمدی‌نژاد هنگام تقدیم لایحهٔ بودجهٔ سال ۱۳۸۵، توجه ویژه به بخش فرهنگ را از ویژگی‌های آن دانست. در سال ۱۳۸۶، بودجهٔ وزارت فرهنگ و ارشاد اسلامی ۳۸۰ میلیارد تومان بود که در سال ۱۳۸۷ به ۴۳۸ میلیارد تومان افزایش یافت.
در میان زیرمجموعه‌های وزارت ارشاد در سال ۱۳۸۷، دانشگاه مذاهب اسلامی با رشد ۴۲ درصدی در صدر قرار داشت. پس از آن، سازمان اوقاف و امور خیریه با ۳۵ درصد و خبرگزاری ایرنا با ۳۱ درصد بیشترین رشد را داشتند. مجمع جهانی تقریب مذاهب اسلامی با سه درصد، سازمان حج و زیارت با چهار درصد و سازمان فرهنگ و ارتباطات اسلامی با هفت درصد کمترین رشد را تجربه کردند.
بودجهٔ سینما تحت عنوان «گسترش سینمای ملی» بیش از دو برابر شد؛ از ۲۱ میلیارد و ۷۰۰ میلیون تومان در سال ۱۳۸۶ به ۴۶ میلیارد و ۹۷ میلیون تومان در سال ۱۳۸۷.

## جزئیات بودجهٔ ۱۳۸۷
بودجهٔ مراکز فرهنگی وابسته به وزارت فرهنگ و ارشاد اسلامی در سال ۱۳۸۷ به شرح زیر بود:
- سازمان اوقاف و امور خیریه: ۱۸ میلیارد تومان
- سازمان حج و زیارت: ۹ میلیارد تومان
- سازمان فرهنگ و ارتباطات اسلامی: ۳۵ میلیارد تومان
- مجمع جهانی تقریب مذاهب اسلامی: ۵ میلیارد تومان
- مجمع جهانی اهل بیت: ۶ میلیارد تومان
- مرکز خدمات حوزه علمیه (شامل بودجهٔ حوزهٔ علمیهٔ خواهران): ۳۵ میلیارد تومان
- دفتر تبلیغات اسلامی حوزه علمیه قم: ۲۲ میلیارد تومان
- شورای هماهنگی تبلیغات اسلامی: ۳۴ میلیارد تومان
- مؤسسه تنظیم و نشر آثار امام خمینی: ۷ میلیارد تومان
- ایرنا: ۱۵ میلیارد تومان

همچنین بودجهٔ بخش‌های فرهنگی زیر نظر ریاست‌جمهوری:
- سازمان ملی جوانان: ۲۷ میلیارد تومان
- مرکز امور زنان و خانواده: ۸ میلیارد تومان
- شورای نظارت بر سازمان صدا و سیما: نیم میلیارد تومان
- سازمان اسناد و کتابخانه ملی ایران: ۱۵ میلیارد تومان
- بنیاد حفظ آثار و نشر ارزش‌های دفاع مقدس: ۶ میلیارد تومان
- سازمان دفتر تبلیغات اسلامی: ۲۲ میلیارد تومان
- دانشگاه ایرانیان: ۱۶ میلیارد تومان

## وضعیت مطبوعات
از نخستین ماه‌های آغاز کار دولت احمدی‌نژاد در سال ۱۳۸۴، توقیف نشریات منتقد و نزدیک به اصلاح‌طلبان، محدود کردن فعالیت رسانه‌ها و بازداشت خبرنگاران شدت گرفت. این فشارها در سال‌های بعد افزایش یافت و پس از انتخابات ریاست‌جمهوری ایران (۱۳۸۸) وارد مرحلهٔ تازه‌ای شد که حتی رسانه‌های اصول‌گرا را نیز دربر گرفت.
به گزارش انجمن دفاع از آزادی مطبوعات، در یک سال نخست دولت احمدی‌نژاد، ۱۲۰۰ روزنامه‌نگار بیکار شدند. این انجمن در بیانیهٔ ۲۳ آذر ۱۳۸۸ آن دوره را «یکی از سخت‌ترین و سیاه‌ترین روزهای عمر مطبوعات» ایران توصیف کرد.

## فشار اقتصادی به مطبوعات
دولت با صدور بخش‌نامه‌ای، سازمان‌های دولتی را از ارائهٔ آگهی به روزنامه‌های غیردولتی منع کرد و شرکت‌های تبلیغاتی خصوصی را نیز به خودداری از همکاری با این مطبوعات ترغیب نمود. با توجه به شمارگان پایین روزنامه‌ها در ایران، درآمد تبلیغات بخش عمده‌ای از منابع مالی آن‌ها را تشکیل می‌دهد. کاهش آگهی‌ها، اقتصاد مطبوعات مستقل را به‌شدت تهدید کرد و معیشت روزنامه‌نگاران را بیش از پیش دشوار ساخت.